# Saint-Martin-la-Sauveté
Saint-Martin-la-Sauveté é uma comuna francesa na região administrativa de Auvérnia-Ródano-Alpes, no departamento de Loire. Estende-se por uma área de 29,74 km². Em 2010 a comuna tinha 983 habitantes (densidade: 33,1 hab./km²).